# محمد ناصري
محمد ناصري (بالفارسية: محمد ناصری) هو لاعب كرة قدم إيراني في مركز حراسة المرمى، ولد في 17 أبريل 1993 في مشهد في إيران. شارك مع منتخب إيران تحت 17 سنة لكرة القدم ومنتخب إيران تحت 20 سنة لكرة القدم. أما مع النوادي، فقد لعب مع نادي سباهان أصفهان ونادي غسترش فولاد ونادي مشكي بوشان.

## وصلات خارجية
- محمد ناصري على موقع قاعدة بيانات كرة القدم.إي يو (الإنجليزية)
- محمد ناصري على موقع Soccerway.com (الإنجليزية)